# Sarajevo
Sarajevo (en cirílico: Сарајево; pronunciado [sǎra(j)eʋo]) es la capital federal y ciudad más poblada de Bosnia y Herzegovina, con una población de 275 000 habitantes en las cuatro municipalidades que forman la ciudad, y con un área metropolitana de 405 930 habitantes en el cantón de Sarajevo. Es también la capital de la Federación de Bosnia y Herzegovina, así como el centro del cantón de Sarajevo. Contigua a ella (y agrupando barrios que antes de la guerra también formaban parte de Sarajevo) se encuentra Sarajevo Oriental que es la ciudad capital de jure de la República Srpska. 
Sarajevo está emplazada en un valle en la región de Bosnia, rodeada de los Alpes Dináricos y en torno al río Miljacka. El centro de la ciudad se encuentra a 511 m sobre el nivel del mar mientras que algunos barrios alcanzan los 700 m, lo que hace de Sarajevo una de las ciudades a más altura en Europa.[cita requerida] Los picos montañosos que rodean Sarajevo alcanzan y sobrepasan los 2000 m. 
La ciudad es conocida por su tradicional diversidad religiosa, con fieles musulmanes, ortodoxos, católicos y judíos, que llevan conviviendo desde hace siglos. Debido a esta larga y rica historia de diversidad religiosa y coexistencia, Sarajevo es conocida como la «Jerusalén de Europa».
Aunque los primeros asentamientos en la zona datan de los tiempos prehistóricos, la moderna ciudad de Sarajevo fue edificada como fortaleza para el Imperio otomano en el siglo XV. Sarajevo ha atraído la atención internacional en varias ocasiones a lo largo de su historia: en 1914 tuvo lugar el asesinato del archiduque Francisco Fernando de Austria, que acabó siendo el detonante definitivo para el estallido de la Primera Guerra Mundial. Setenta años después, la ciudad organizó los Juegos Olímpicos de invierno de 1984. A comienzos de la década de 1990, Sarajevo sufrió el mayor asedio en la historia de la guerra moderna durante la Guerra de Bosnia. Hoy en día, la ciudad se está recuperando y adaptando a la realidad de la posguerra, y es el centro cultural y económico del país. Sarajevo se convirtió en una de las primeras ciudades europeas en contar con una red de tranvía eléctrico con servicio ininterrumpido en la ciudad.

## Etimología
Sarajevo (pronúnciese: «Sárayevo» o «Sáraievo», aunque sus habitantes pronuncien su nombre como «Sáraevo») es la eslavización fonética de la palabra turca saray -jedive; significando saray 'palacio' y jedive 'cargo otomano análogo al de un virrey, gobernador general o procónsul'; de este modo Sarajevo etimológicamente significa 'Palacio del gobernador general'.

## Historia
Los arqueólogos afirman que la región de Sarajevo ha sido continuamente habitada por humanos desde el periodo neolítico. El ejemplo más conocido de asentamiento neolítico en la zona de Sarajevo es el relacionado con la cultura Butmir. Su descubrimiento se realizó en lo que es actualmente el barrio Ilidža Sarajevo, cuando en 1893 las autoridades del Imperio austrohúngaro comenzaron a construir una escuela rural. El descubrimiento de sus restos cerámicos motivó la celebración de un congreso internacional de arqueólogos y antropólogos en Sarajevo en 1894.

### Imperio otomano (siglos XV-XIX)
Durante la Alta Edad Media el lugar fue renombrado como Vrh-Bosna, una ciudadela eslava que fue conquistada por los turcos otomanos en 1429. Bajo el liderazgo de Isa-Beg Isakovic, el primer gobernante otomano de la provincia de Bosnia, la ciudadela fue convertida en una ciudad llamada Bosna-Saraj, en 1461. Normalmente se indica este año como el de la fundación del moderno Sarajevo.
La ciudad floreció durante el siglo XVI y a finales del siglo XVII era la ciudad más importante de los Balcanes, y la segunda del Imperio otomano tras Estambul. 

### Conquista austrohúngara

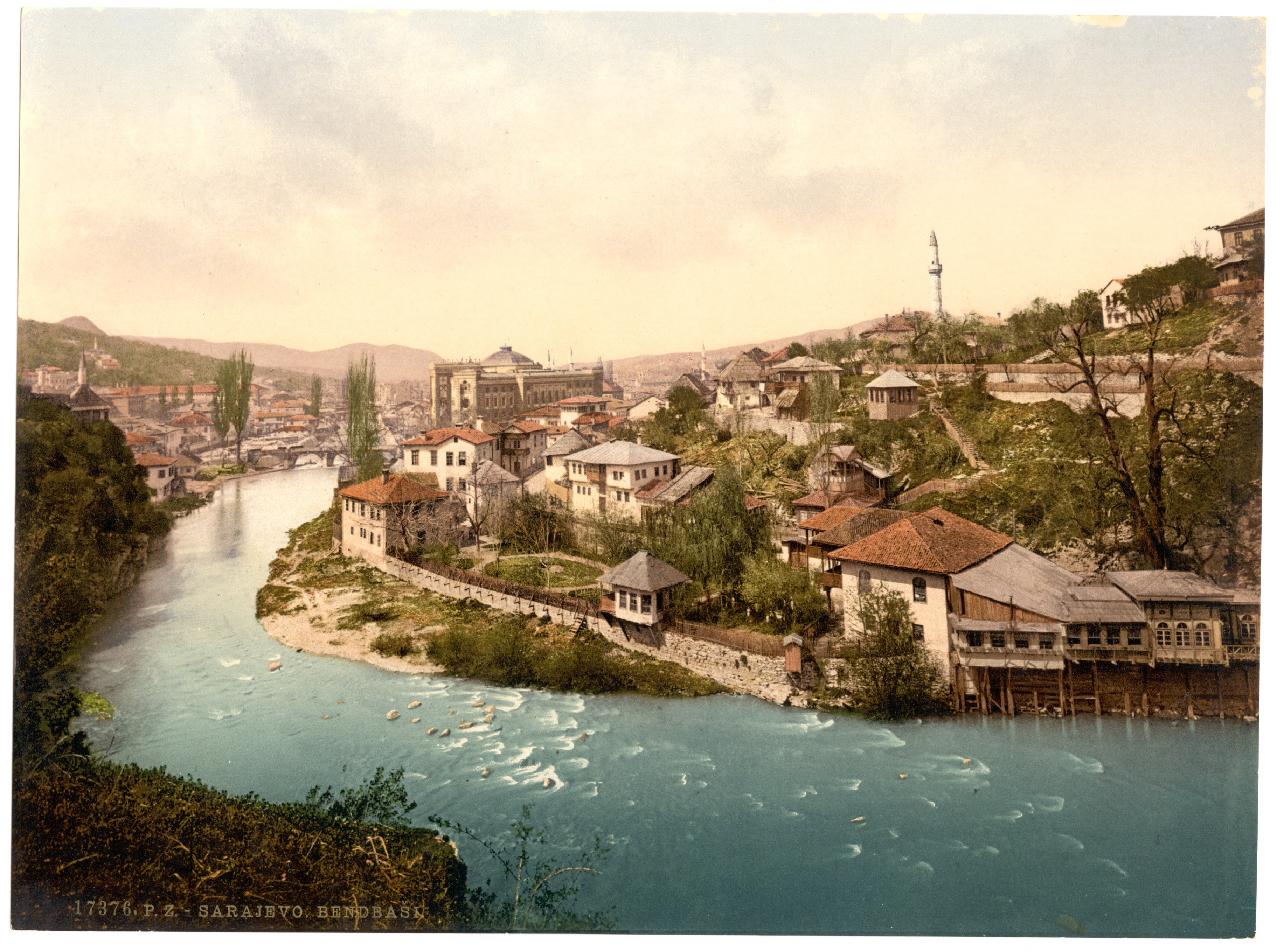
Sarajevo hacia finales del.

En 1878 según las cláusulas del Tratado de Berlín, Bosnia-Herzegovina pasó a estar bajo la tutela del Imperio austrohúngaro. En esta época se produjo la industrialización de la ciudad, ya que se decidió emplear la ciudad como "lugar de prueba" para implementar las mejoras urbanísticas antes de realizarlas en Viena. De este modo, la ciudad tuvo sus primeros tranvías en 1885. También fue una ciudad que atrajo a arquitectos e ingenieros occidentales que imprimieron una huella moderna en la ciudad, lo que la convirtió en una mezcla única de la antigua ciudad otomana y la arquitectura occidental contemporánea. Así, Sarajevo posee algunos ejemplos de Secession de Viena y de estilo neo-morisco.

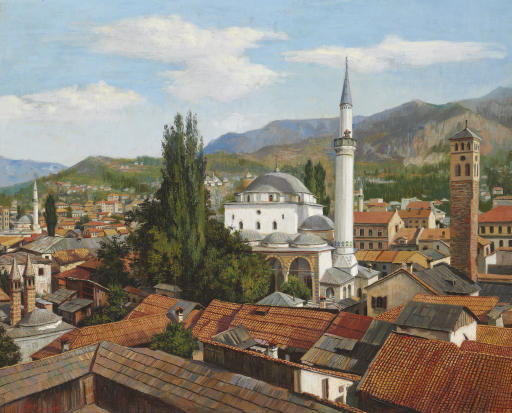
Sarajevo hacia 1909 en una pintura de Špiro Bocarić

En 1908 fue anexada completamente, lo que produjo la conocida como Crisis Bosnia, tras la que las potencias se pusieron de nuevo de acuerdo para legalizar la situación.
En estos años se convirtió asimismo en un importante foco del nacionalismo eslavo.

### Primera Guerra Mundial,Unión de los Eslavosy Segunda Guerra Mundial
El 28 de junio de 1914, el archiduque Francisco Fernando y su esposa, Sofía Chotek, fueron asesinados en Sarajevo por el serbobosnio Gavrilo Princip, acontecimiento que sirvió de detonante para el comienzo de las hostilidades en la Primera Guerra Mundial (véase Atentado de Sarajevo). Las autoridades austro-húngaras animaron a una serie de disturbios antiserbios en Sarajevo y dañaron numerosos edificios de propiedad serbia.

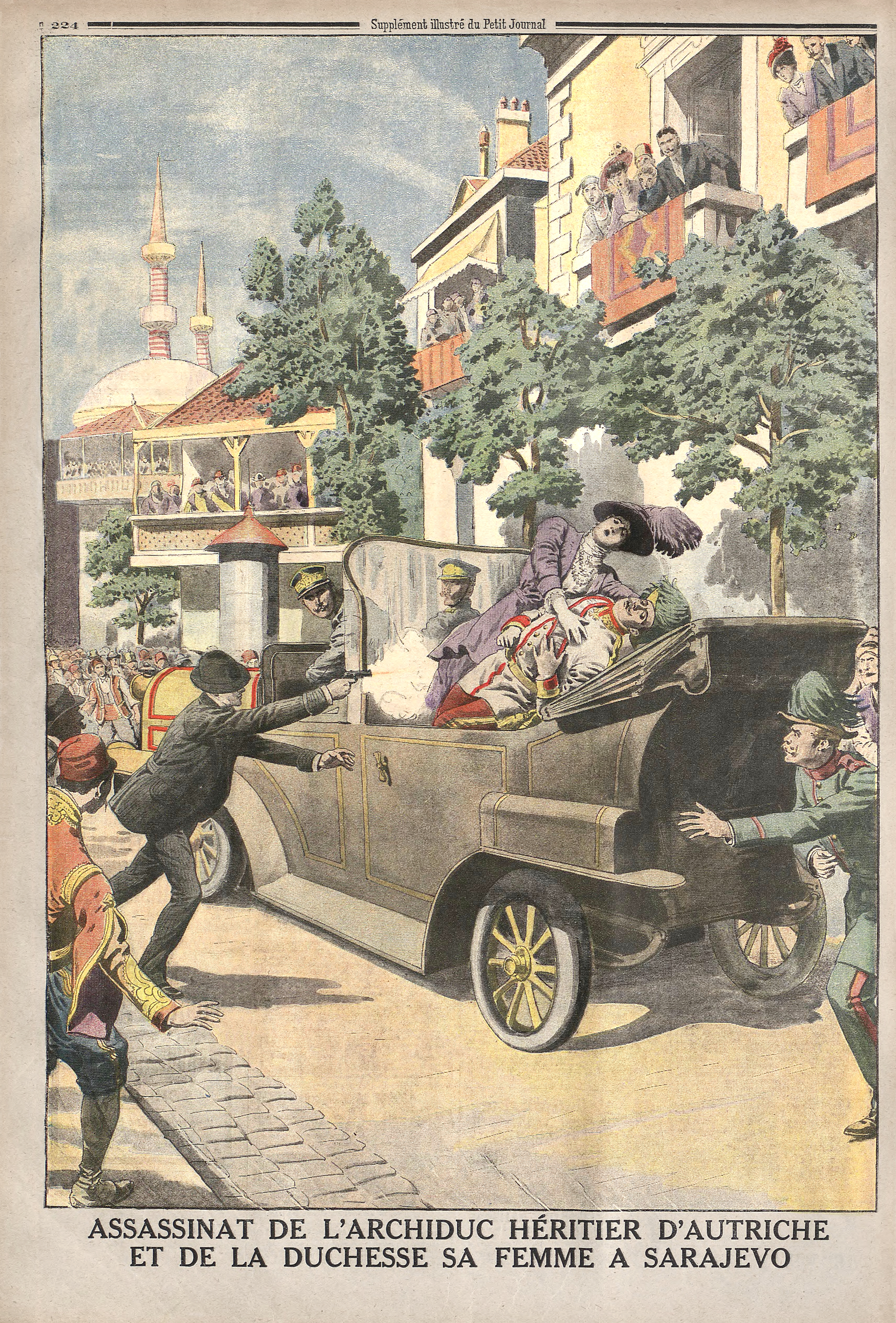
Atentado de Sarajevo en 1914, desencadenante de la Primera Guerra Mundial.

Tras finalizar la Primera Guerra Mundial y disolverse el Imperio austrohúngaro la ciudad formaría parte del Reino de los serbios, croatas y eslovenos, más tarde llamado Yugoslavia. En 1941 bajo la política expansionista de Hitler, la ciudad fue invadida por las tropas conjuntas del Eje repartiéndose el territorio yugoslavo entre alemanes, italianos, croatas, húngaros, rumanos y búlgaros. Sarajevo fue entonces anexada al nuevo Estado Independiente de Croacia, estado fascista aliado del Eje. 
Durante la ocupación se produjeron persecuciones a los serbios organizadas por los ustacha. Así, 12 de octubre de 1941 se produjo la declaración de 108 notables ciudadanos musulmanes de Sarajevo que firmaron la "Resolución de los Musulmanes de Sarajevo" en la que condenaban las persecuciones, diferenciaban entre aquellos musulmanes que habían tomado parte en las persecuciones y la población musulmana, y pedían el respeto para todos los ciudadanos.

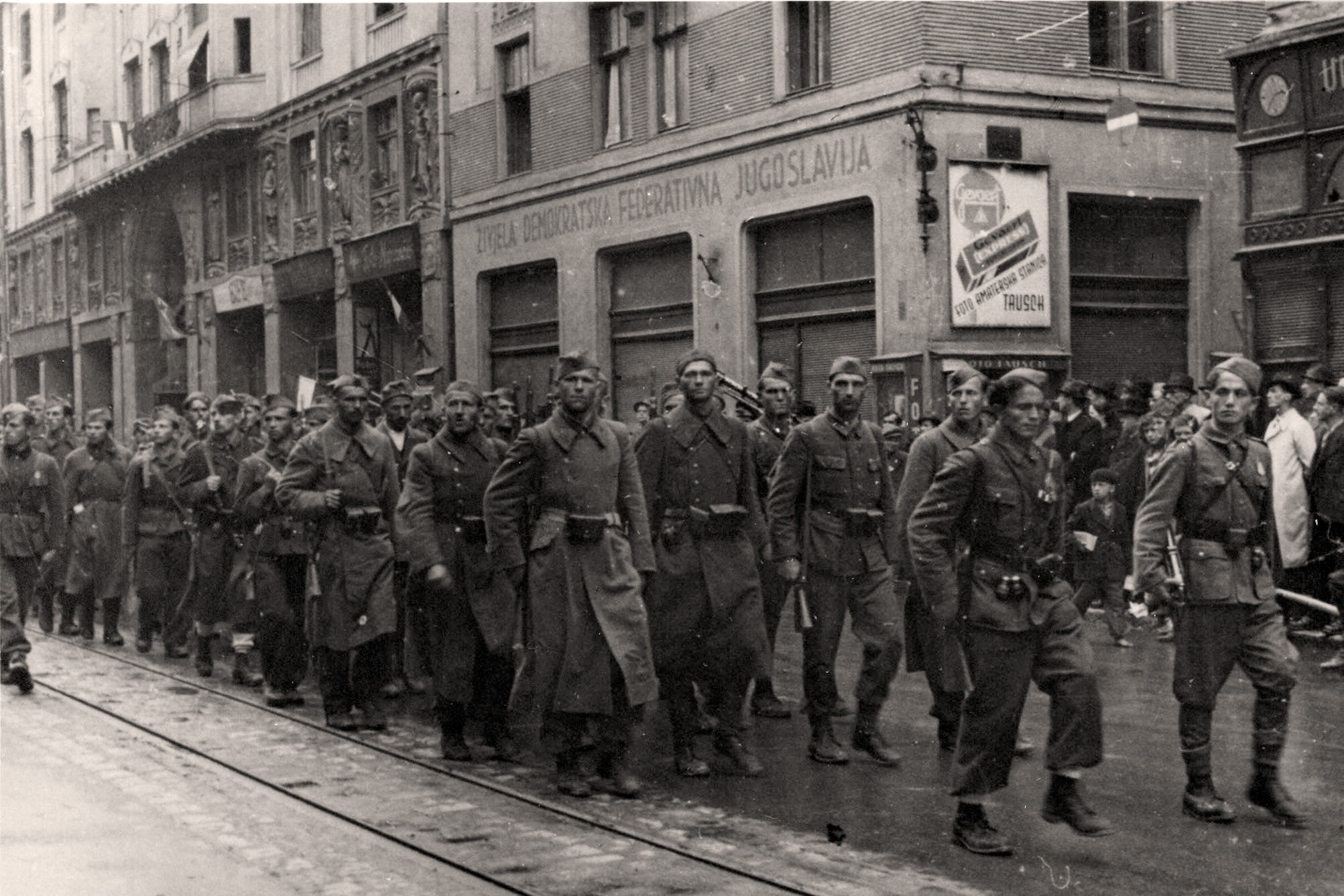
Partisanos yugoslavos desfilando por Sarajevo el 6 de abril de 1945

La ciudad fue bombardeada por los Aliados durante 1943 y 1944. La resistencia fue llevada a cabo por el Ejército de Liberación Nacional Yugoslavo y liderada por "Walter" Perić, quien falleció el mismo día de la liberación de la ciudad: 6 de abril de 1945.
Tras el fin de la Segunda Guerra Mundial y la constitución de la República Federal Socialista de Yugoslavia al frente de la cual se situó el mariscal Tito, Sarajevo fue escogida la capital de la República de Bosnia y Herzegovina. El régimen comunista realizó grandes inversiones en la ciudad, ampliándola en Novi Grad y Novo Sarajevo, a la vez que desarrollaba la industria y el turismo de la ciudad, convirtiéndose de nuevo en una de las ciudades más importantes de los Balcanes. Tras la Guerra, la ciudad tenía una población de 115 000 personas, y antes del desmembramiento de Yugoslavia superaba los 400 000.
Alcanzó su cúspide al organizar los Juegos Olímpicos de Invierno de 1984.

### Desintegración de Yugoslavia
Con la desintegración de Yugoslavia, Sarajevo se convirtió en la capital de la independiente República de Bosnia y Herzegovina en 1992, estallando las hostilidades entre las tres nacionalidades principales del país. La Guerra de Bosnia se prolongó durante cuatro años y tuvo a Sarajevo uno de sus principales escenarios donde los serbobosnios llegaron a controlar prácticamente la totalidad del área metropolitana, así como algunos sectores de la propia ciudad de Sarajevo sometiendo a sitio al resto de la ciudad controlada por bosníacos. La guerra duró hasta 1995, causando la destrucción en la ciudad por los intensos bombardeos.

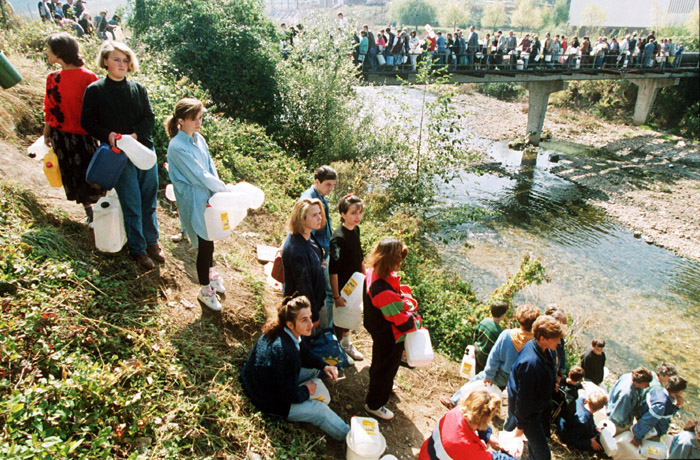
Habitantes de la ciudad en 1992 recogiendo agua

La firma de los Acuerdos de Dayton oficializaron la división de la Sarajevo de preguerra entre dos ciudades distintas: por un lado, la ciudad de Sarajevo propiamente dicha (compuesta por la totalidad del territorio de los municipios de preguerra de Centar y Novi Grad, así como por la mayor parte de los de Stari Grad y Nuevo Sarajevo) y que pasaba a ser capital de la Federación de Bosnia y Herzegovina y también de la República de Bosnia y Herzegovina; y por otro la nueva ciudad de Sarajevo Oriental capital de iure de la República Srpska y constituida por parte del territorio de los municipios de preguerra de Stari Grad y Nuevo Sarajevo, así como por los municipios metropolitanos de Sokolac, Trnovo, Pale e Ilidza Oriental); quedando, de esta manera, Sarajevo y Sarajevo Oriental como ciudades contiguas y adyacentes.
La reconstrucción de Sarajevo comenzó inmediatamente al cesar las hostilidades y, alrededor de 2003, la mayor parte de la ciudad ya había sido reconstruida, aunque seguían siendo visibles algunos edificios en ruinas en el centro de la ciudad.

## Geografía

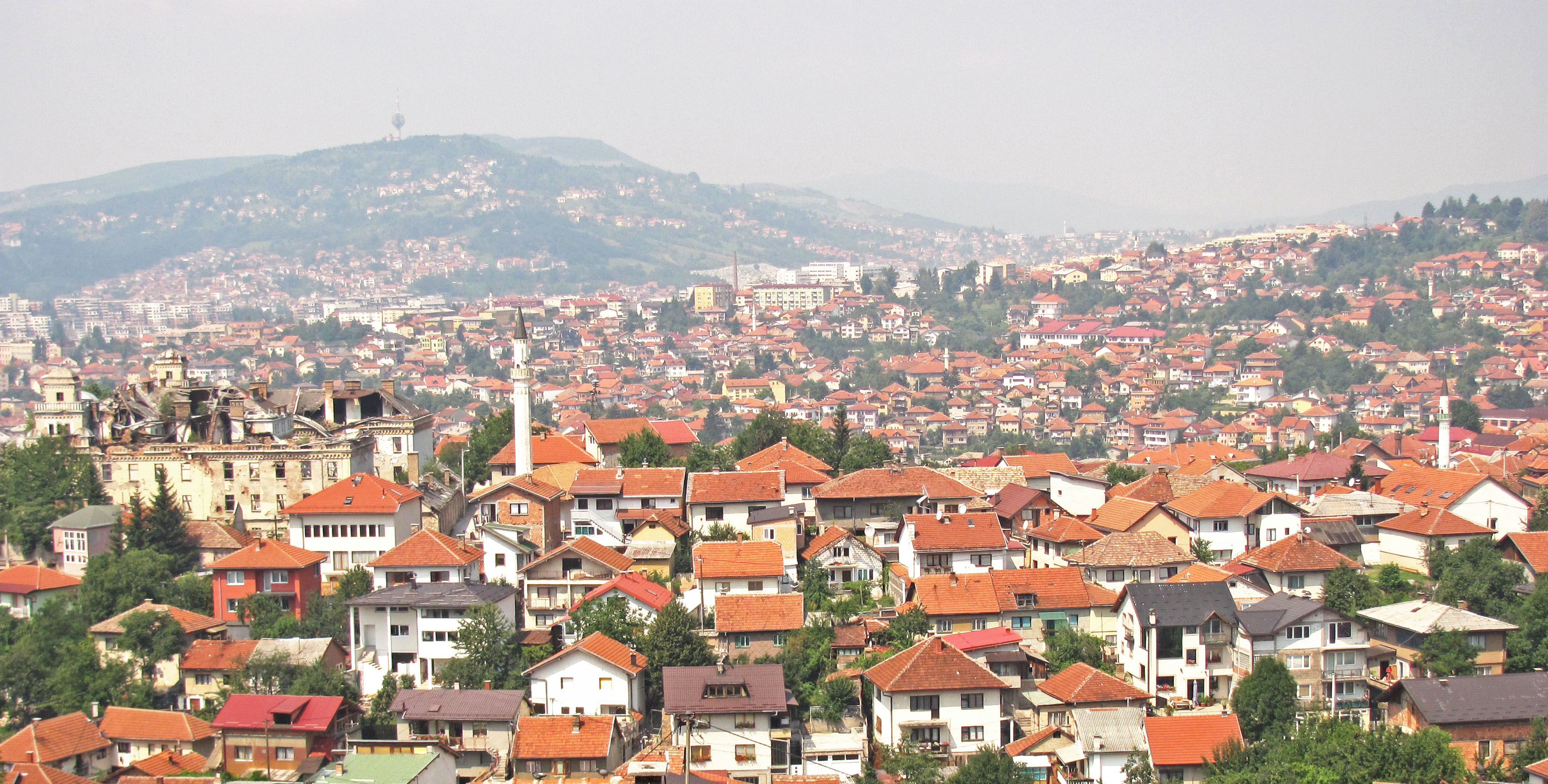
Paisaje urbano de Sarajevo

Sarajevo está situada cerca del centro geométrico del triángulo que conforma Bosnia-Herzegovina, dentro de la propia región histórica de Bosnia, y en el valle de Sarajevo, en mitad de los Alpes Dináricos. El valle fue anteriormente una vasta llanura verde, pero dio paso a la expansión y desarrollo urbano tras la II Guerra Mundial. La ciudad está rodeada por frondosas colinas y cinco grandes montañas. La más alta de todas ellas es Treskavica, con 2088 m de altitud; seguida de Bjelašnica, con 2067 m; Jahorina, con 1913 m; Trebević, con 1627 m e Igman, con 1502 m de altitud, que es el menor de estos picos. Los cuatro últimos son conocidos como los montes Olímpicos de Sarajevo. La capital bosnia se encuentra a 500 m sobre el nivel del mar, aproximadamente. La ciudad en sí tiene gran parte de su extensión en estos terrenos montañosos, por lo que abundan las calles fuertemente inclinadas.

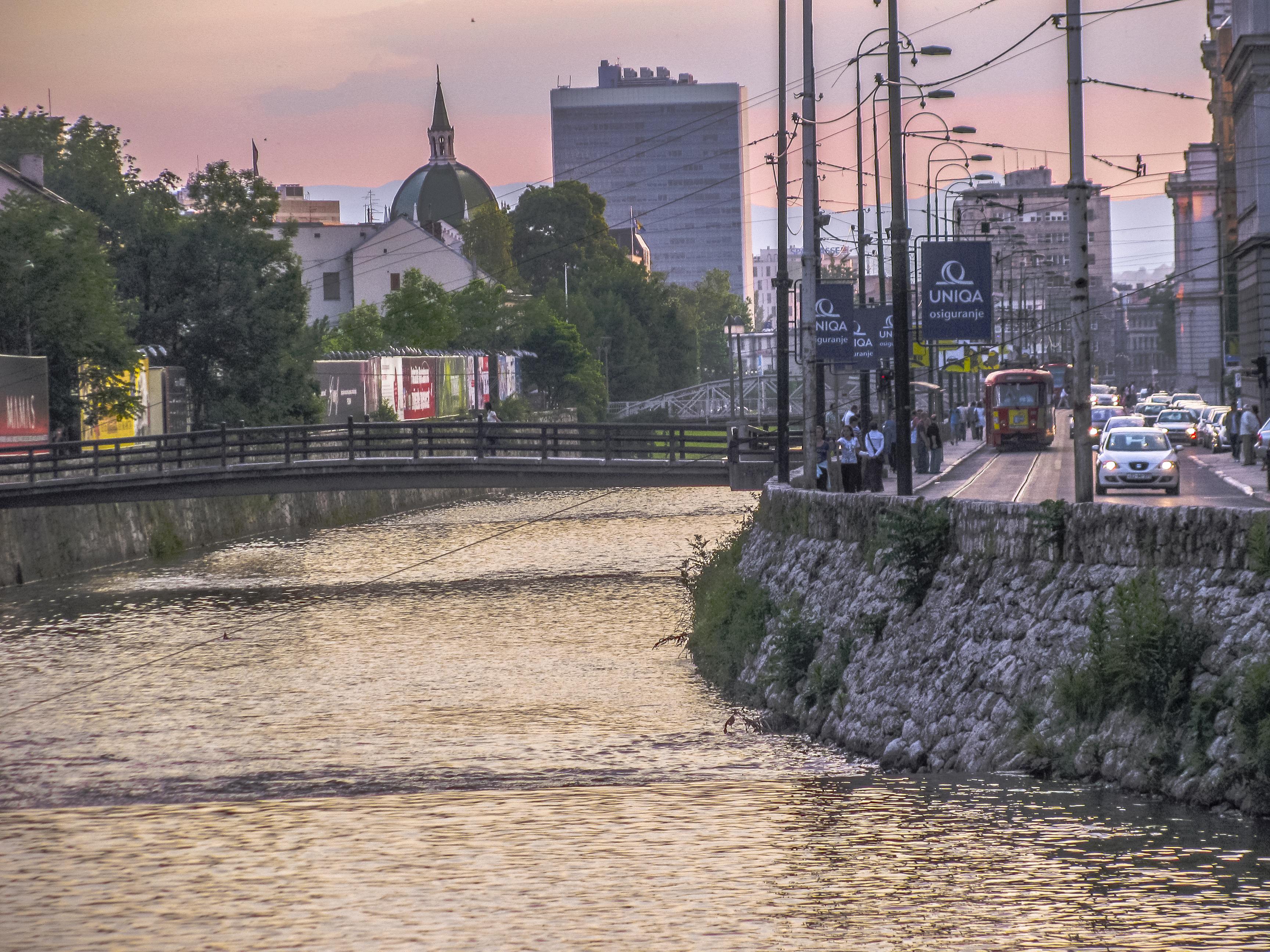
Río Miljacka

El río Miljacka discurre por la ciudad desde el este a través del centro de la urbe hasta el oeste, donde se encuentra finalmente con el río Bosna. El Miljacka es conocido como "El río de Sarajevo", con su nacimiento en la localidad de Pale, varios kilómetros al este de Sarajevo. El nacimiento del Bosna, por su parte, se sitúa en Vrelo Bosne, cerca de Ilidža (al oeste de Sarajevo) y es otro accidente geográfico notable y destino popular de los residentes y turistas. Por la ciudad y alrededores discurren otros pequeños ríos y arroyos.

### Clima
Sarajevo tiene un clima continental, aunque está entre las zonas climáticas de la Europa Central al norte y el Mediterráneo al sur. Su proximidad al mar Adriático suaviza las temperaturas de Sarajevo, aunque las montañas situadas al sur de la ciudad reducen considerablemente la influencia marítima. La temperatura media anual es de 9,5 °C, y enero es el mes más frío del año. El mes más caluroso es julio.
La temperatura más alta jamás registrada en Sarajevo tuvo lugar el 19 de agosto de 1946, cuando los termómetros de la capital se dispararon hasta los 40 °C. La temperatura más baja ocurrió el 25 de enero de 1942 y fue de -26,4 °C. De media, Sarajevo tiene 68 días de verano al año (con temperaturas de 30 °C o más). La ciudad suele presentar cielos parcialmente nubosos con un 59 % de nubes al año. El mes más nuboso es diciembre, que cuenta con un 75 % de nubosidad, mientras que el mes más despejado es agosto, con un 37 % de cielos cubiertos.
Las precipitaciones son moderadas pero constantes durante el año, con una media de 170 días lluviosos al año. Este clima ha provocado que los deportes de invierno hayan experimentado un crecimiento en la región, llegándose a celebrar los Juegos Olímpicos de Sarajevo 1984.
| Parámetros climáticos promedio de Sarajevo | Parámetros climáticos promedio de Sarajevo | Parámetros climáticos promedio de Sarajevo | Parámetros climáticos promedio de Sarajevo | Parámetros climáticos promedio de Sarajevo | Parámetros climáticos promedio de Sarajevo | Parámetros climáticos promedio de Sarajevo | Parámetros climáticos promedio de Sarajevo | Parámetros climáticos promedio de Sarajevo | Parámetros climáticos promedio de Sarajevo | Parámetros climáticos promedio de Sarajevo | Parámetros climáticos promedio de Sarajevo | Parámetros climáticos promedio de Sarajevo | Parámetros climáticos promedio de Sarajevo |
| Mes                                        | Ene.                                       | Feb.                                       | Mar.                                       | Abr.                                       | May.                                       | Jun.                                       | Jul.                                       | Ago.                                       | Sep.                                       | Oct.                                       | Nov.                                       | Dic.                                       | Anual                                      |
| ------------------------------------------ | ------------------------------------------ | ------------------------------------------ | ------------------------------------------ | ------------------------------------------ | ------------------------------------------ | ------------------------------------------ | ------------------------------------------ | ------------------------------------------ | ------------------------------------------ | ------------------------------------------ | ------------------------------------------ | ------------------------------------------ | ------------------------------------------ |
| Temp. máx. abs. (°C)                       | 18.2                                       | 21.4                                       | 26.6                                       | 30.2                                       | 33.2                                       | 35.9                                       | 38.4                                       | 40.0                                       | 37.7                                       | 32.2                                       | 24.7                                       | 18.0                                       | 40.0                                       |
| Temp. máx. media (°C)                      | 3.7                                        | 6.0                                        | 10.9                                       | 15.6                                       | 21.4                                       | 24.5                                       | 27.0                                       | 27.2                                       | 22.0                                       | 17.0                                       | 9.7                                        | 4.2                                        | 15.8                                       |
| Temp. media (°C)                           | -0.5                                       | 1.4                                        | 5.7                                        | 10.0                                       | 14.8                                       | 17.7                                       | 19.7                                       | 19.7                                       | 15.3                                       | 11.0                                       | 5.4                                        | 0.9                                        | 10.1                                       |
| Temp. mín. media (°C)                      | -3.3                                       | -2.5                                       | 1.1                                        | 4.8                                        | 9.0                                        | 11.9                                       | 13.7                                       | 13.7                                       | 10.0                                       | 6.4                                        | 1.9                                        | -1.8                                       | 5.4                                        |
| Temp. mín. abs. (°C)                       | -26.8                                      | -23.4                                      | -26.4                                      | -13.2                                      | -9.0                                       | -3.2                                       | -2.7                                       | -1.0                                       | -4.0                                       | -10.9                                      | -19.3                                      | -22.4                                      | -26.8                                      |
| Precipitación total (mm)                   | 68                                         | 64                                         | 70                                         | 77                                         | 72                                         | 90                                         | 72                                         | 66                                         | 91                                         | 86                                         | 85                                         | 86                                         | 928                                        |
| Días de lluvias (≥ 1 mm)                   | 8                                          | 10                                         | 13                                         | 17                                         | 17                                         | 16                                         | 14                                         | 13                                         | 15                                         | 13                                         | 12                                         | 11                                         | 159                                        |
| Días de nevadas (≥ 1 mm)                   | 10                                         | 12                                         | 9                                          | 2                                          | 0.2                                        | 0                                          | 0                                          | 0                                          | 0                                          | 2                                          | 6                                          | 12                                         | 53                                         |
| Horas de sol                               | 57.1                                       | 83.8                                       | 125.6                                      | 152.3                                      | 191.7                                      | 207.1                                      | 256.3                                      | 238.2                                      | 186.6                                      | 148.8                                      | 81.2                                       | 40.7                                       | 1769.4                                     |
| Humedad relativa (%)                       | 79                                         | 74                                         | 68                                         | 67                                         | 68                                         | 70                                         | 69                                         | 69                                         | 75                                         | 77                                         | 76                                         | 81                                         | 73                                         |
| Fuente n.º 1: Pogoda.ru.net                |                                            |                                            |                                            |                                            |                                            |                                            |                                            |                                            |                                            |                                            |                                            |                                            |                                            |
| Fuente n.º 2: NOAA (sol 1991-1990)         |                                            |                                            |                                            |                                            |                                            |                                            |                                            |                                            |                                            |                                            |                                            |                                            |                                            |

## Demografía
| Gráfica de evolución de Sarajevo entre 1626 y 2013 |
|                                                    |

Los últimos censos oficiales fueron hechos en 1991 y registraron 527 049 habitantes que vivían en Sarajevo (diez municipalidades). En Sarajevo en sí, la población era de 416 497 habitantes. La guerra, sin embargo, provocó el desplazamiento de miles de personas, muchas de las cuales nunca regresaron.

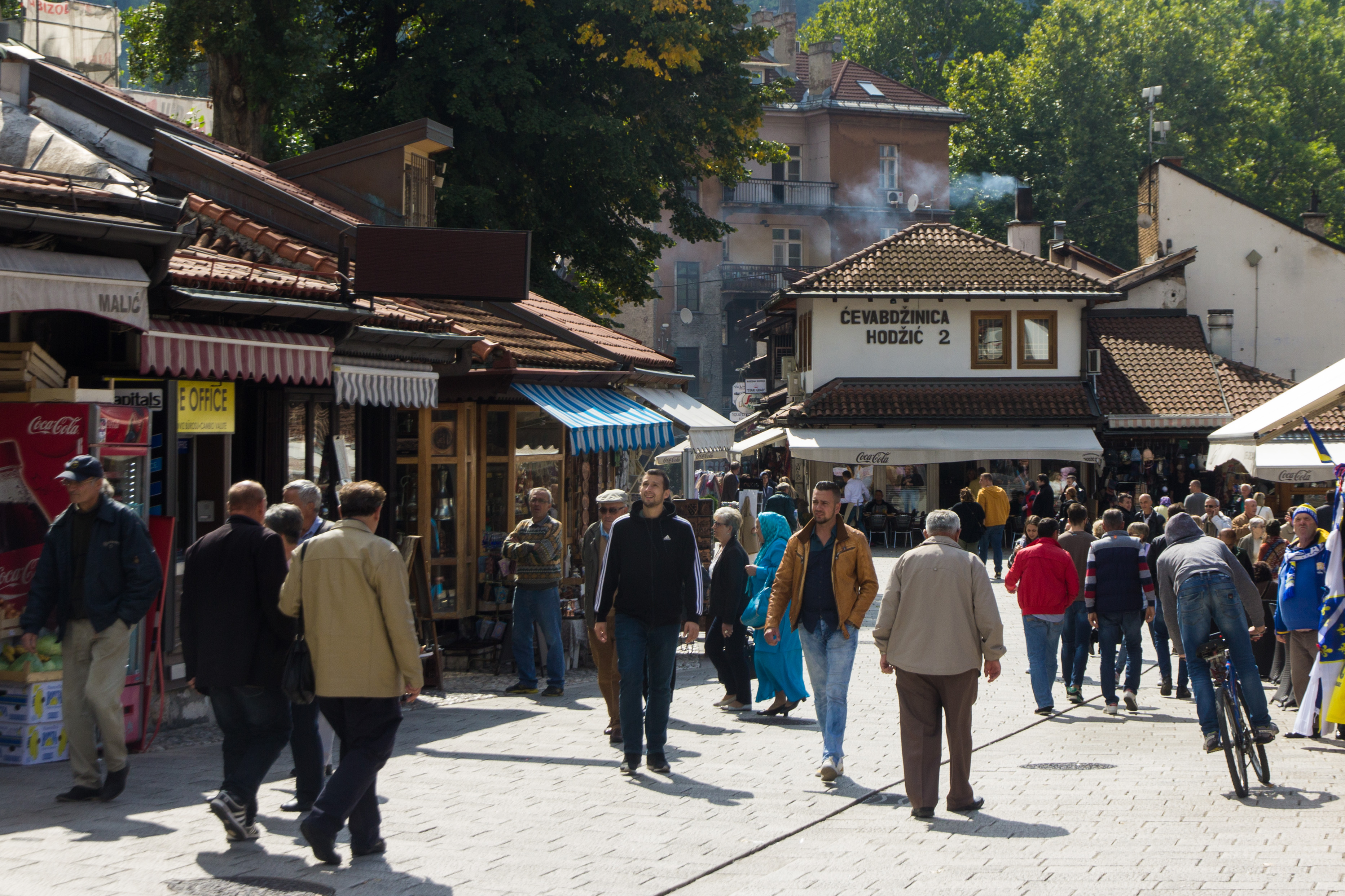
Personas en la ciudad

Hoy, la población de Sarajevo no está aún clara y está basada en estimaciones elaboradas por el Departamento de Estadística de las Naciones Unidas y la Oficina Federal de Estadística de la Federación de Bosnia y Herzegovina, entre otras organizaciones internacionales sin ánimo de lucro. A junio de 2009, la población de las cuatro municipalidades de la ciudad era de 305 242 habitantes, según las estimaciones. La población del Cantón de Sarajevo, por su parte, fue de 423 645 habitantes. Con un área de 1280 km², Sarajevo tiene una densidad de población de 2173 hab./km². El municipio de Novo Sarajevo es la zona más densamente poblada de Sarajevo, con 7524 hab./km², mientras que el Stari Grad tiene la tasa de densidad más baja, con 2742 hab./km². 
La guerra cambió el perfil étnico-religioso de la ciudad. Durante mucho tiempo fue una ciudad multicultural, a la que se conoce como la «Jerusalén de Europa». En 1991, los bosnios musulmanes formaban el 45 % de la población, seguidos de los serbios ortodoxos con el 38 % y los croatas católicos con el 7 %. Debido a las consecuencias de la guerra numerosos bosnios se han refugiado en la ciudad, procedentes de las ciudades que han pasado a dominio serbio (como Srebrenica), mientras que la población serbia ha ido a repoblar las zonas que están bajo su control y no eran de población serbia al comenzar la contienda, quedando actualmente solo unos 18 000 serbios. Con la población croata ha ocurrido de forma similar, por lo que Sarajevo es hoy en día mayoritariamente musulmana.

## Gobierno
Sarajevo es la capital nacional de Bosnia y Herzegovina y de su subentidad, la Federación de Bosnia y Herzegovina, así como del Cantón de Sarajevo; mientras que la ciudad de Sarajevo Oriental es la capital de jure de otra entidad, la República Srpska. Cada uno de estos niveles de gobierno tiene su propio parlamento o consejo, así como sus cortes judiciales. Además, hay muchas embajadas internacionales en Sarajevo.
La oficina del Parlamento de Bosnia y Herzegovina en Sarajevo fue seriamente dañada durante la Guerra de Bosnia. Debido a ello, el personal y los documentos fueron trasladados a oficinas a pie de calle para reanudar su trabajo. A finales de 2006 comenzaron las obras de reconstrucción del Parlamento y fueron finalizadas a comienzos de 2007. El 80 % del coste de la reconstrucción fue respaldado por el Gobierno griego a través del Programa Helenos de la Reconstrucción de los Balcanes (ESOAV) y el 20 % restante por el Gobierno bosnio.

### Municipalidades

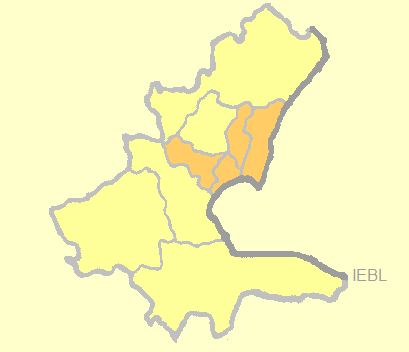
Municipalidades de Sarajevo resaltadas en color más oscuro dentro del Cantón de Sarajevo

La ciudad comprende cuatro municipalidades: Centar, Novi Grad, Novo Sarajevo y Stari Grad (de estas dos últimas fueron desgajados barrios que ahora forman municipalidades de Sarajevo Oriental. Cada uno dirige su propio gobierno municipal, que, unidos, forman el único gobierno de la ciudad con su propia constitución. El poder ejecutivo (en bosnio: Gradska Uprava) está formado por un alcalde, con dos diputados y un consejo de ministros. El legislativo lo constituyen el Ayuntamiento (Gradsko Vijeće), que tiene 28 miembros, incluyendo el portavoz, dos diputados y el/la secretario/a. Los concejales son elegidos por los municipios en proporción con la población de estos. El gobierno de la ciudad tiene también un poder judicial basado en los sistemas jurídicos postransicionales diseñado por la Oficina del Alto Representante de Bosnia y Herzegovina.
Las municipalidades de Sarajevo están divididas, además, en «comunidades locales» (Mjesne zajednice). Tienen un pequeño rol en el gobierno de la ciudad y están destinadas a facilitar la colaboración entre los ciudadanos y el gobierno local. Están situadas en barrios estratégicos de la ciudad.

## Economía
Tras años de guerra, la economía de Sarajevo ha estado sometida a varios programas de reconstrucción y rehabilitación. El Banco Central de Bosnia y Herzegovina abrió en Sarajevo en 1997, mientras que la Bolsa de Sarajevo lo hizo en 2002. La gran manufactura de la ciudad, la administración y el turismo, combinados con un amplio mercado de economía sumergida, convierte a Sarajevo en una de las regiones económicas más fuertes de Bosnia y Herzegovina.
La ciudad tuvo una base fuertemente industrial durante su periodo comunista y solo unos pocos negocios han sobrevivido a la caída del comunismo adaptándose a los nuevos mercados. La industria de Sarajevo ahora incluye productos de tabaco, muebles, calcetines, automóviles y equipos de comunicación. Las compañías que tienen su sede en Sarajevo son, entre otras, B&H Airlines, BH Telecom, Bosnalijek, Energopetrol, Sarajevo Tobacco Factory y Sarajevska Pivara (Sarajevo Brewery).

Hotel Holiday Inn de Sarajevo y las torres UNITIC.

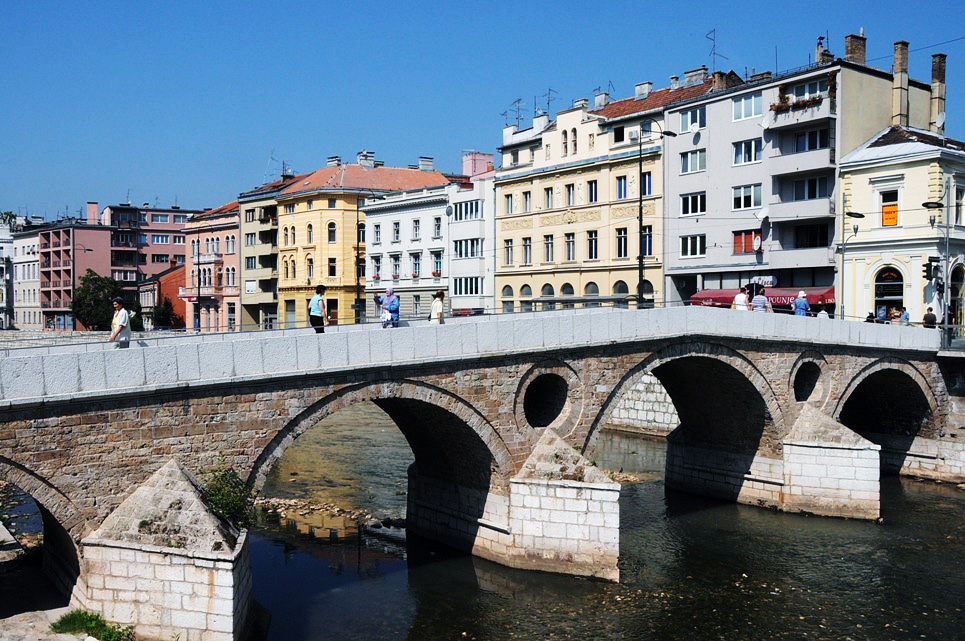
Vista del Puente Latino.

La industria del turismo en Sarajevo es muy importante y prueba de ello fue la inclusión de la capital bosnia en el ranking de Lonely Planet como la 43.ª Mejor Ciudad del Mundo en 2006. El turismo relacionado con el deporte disfrutó de las nuevas instalaciones e infraestructuras que fueron diseñadas para celebrar los Juegos Olímpicos de Sarajevo 1984, especialmente las instalaciones de esquí de Bjelašnica, Igman, Jahorina, Trebević y Treskavica. Los 600 años de historia de Sarajevo, influenciados por imperios orientales y occidentales, ha ejercido también como atracción turística. Sarajevo ha acogido viajeros desde hace siglos, ya que su situación la convertía en centro de comercio durante la existencia de los imperios Otomano y Austrohúngaro. Ejemplos de destinos populares en Sarajevo son el parque Vrelo Bosne, la Catedral de Sarajevo y la Mezquita de Gazi Husrev-Beg. El turismo de la ciudad es principalmente histórico, religioso y cultural.
En 1981, el PIB de Sarajevo era el 133 % de la media yugoslava.

## Cultura
En Sarajevo han convivido numerosas religiones diferentes durante siglos, dando a la ciudad una rica diversificación cultural. En el momento de la ocupación otomana de Bosnia, convivían en Sarajevo musulmanes bosnios (conocidos como bosníacos), ortodoxos serbios, católicos croatas y judíos sefarditas, aunque todos ellos mantenían sus identidades distintivas. A ellos se unieron, durante la breve ocupación austro-húngara, un menor número de alemanes, húngaros, eslovacos, checos y judíos asquenazíes. Así, en 1909, alrededor del 50 % de los habitantes de la ciudad eran musulmanes, el 25 % eran católicos, el 15 % eran ortodoxos y el 10 % eran judíos.Sin embargo, a finales del siglo XX, como resultado de las guerras yugoslavas, la ciudad ha pasado a ser de mayoría musulmana, si bien en los últimos años han regresado numerosos refugiados de otras religiones y hay un creciente número de inmigrantes ilegales procedentes de Asia.
En la época del Imperio otomano, en Sarajevo convivían poetas bosnios famosos, así como estudiosos, filósofos y escritores. En el siglo XX continuó esta tendencia y la ciudad vio nacer a varios intelectuales y artistas destacados, entre ellos el Premio Nobel Vladimir Prelog, el escritor Zlatko Topčić, el poeta Abdulah Sidran y el cineasta y músico Emir Kusturica. Otro ganador del premio Nobel, Ivo Andrić, asistió a un instituto de Sarajevo durante dos años. En la actualidad, el director de cine Danis Tanovic, ganador de un Óscar, reside en Sarajevo.

### Museos

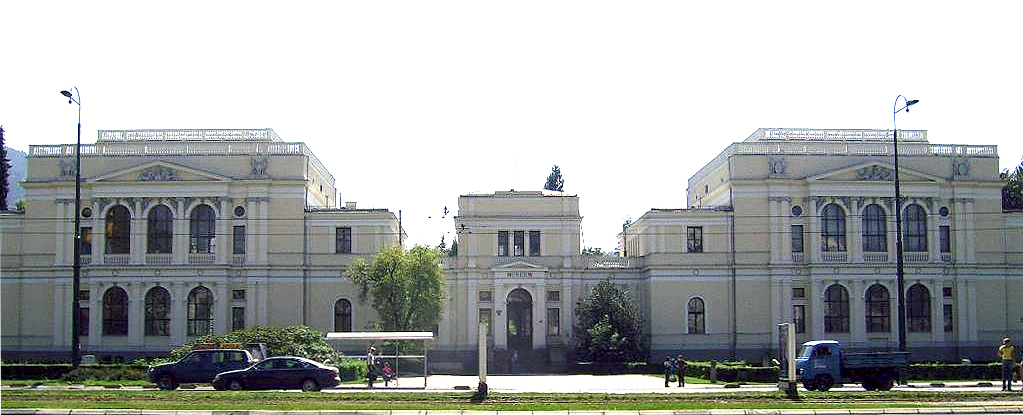
El Museo Nacional de Bosnia y Herzegovina, en Sarajevo.

La ciudad es rica en museos, incluyendo el Museo de Sarajevo, el Museo de Arte Contemporáneo Ars Aevi Sarajevo, el Museo Nacional de Bosnia y Herzegovina (abierto en 1888 y donde reposa la Haggadah de Sarajevo), el Museo Histórico de Bosnia y Herzegovina, el Museo de la Infancia en Guerra y el Museo de Literatura y Artes Teatrales de Bosnia y Herzegovina. La ciudad también es sede de la compañía nacional de teatro, fundada en 1919, así como el Teatro Juvenil de Sarajevo. Otras instituciones culturales notables son el Centro de Cultura de Sarajevo, la Biblioteca de Sarajevo, la Galería de Arte de Bosnia y Herzegovina y el Instituto Bosnio, una biblioteca privada y que aloja una importante colección de arte enfocada a la historia bosnia.
Las demoliciones asociadas a la guerra, así como la reconstrucción, destruyó varias instituciones y símbolos religiosos/culturales, incluyendo la biblioteca Gazi Husrev, la Biblioteca Nacional (Vijećnica), el Instituto Oriental de Sarajevo y un museo dedicada a los Juegos Olímpicos de 1984. Consecuencia de ello fue el endurecimiento que instauró el gobierno con sus leyes de protección. Los Órganos que velan por la protección cultural en Sarajevo son el Instituto para la Protección del Patrimonio Cultural, Histórico y Natural de Bosnia y Herzegovina; y la Comisión de Bosnia y Herzegovina para la Conservación de los Monumentos Nacionales.

### Teatros

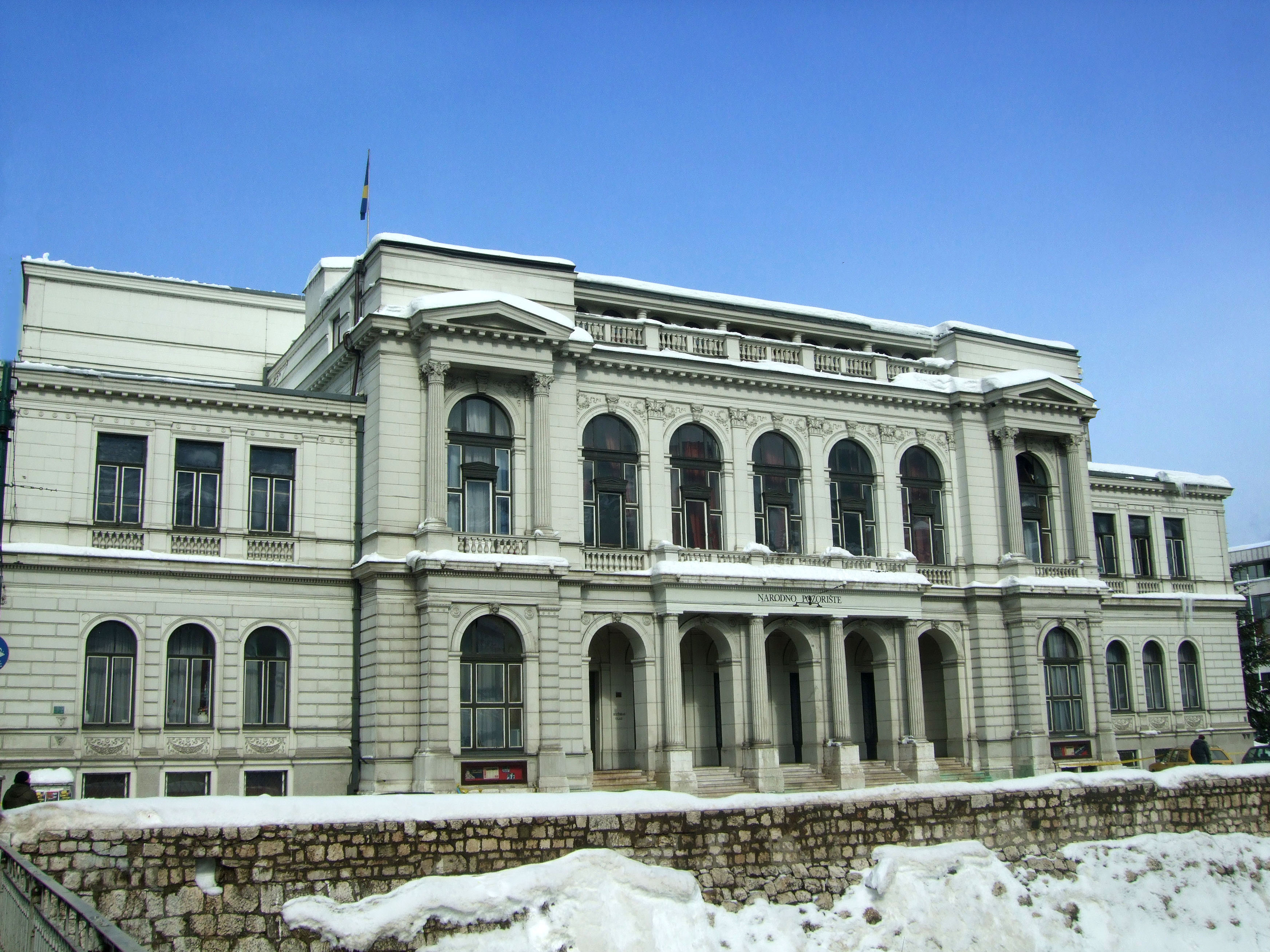
Teatro nacional de Sarajevo.

El Teatro Nacional de Sarajevo es el teatro profesional más antiguo de Bosnia y Herzegovina, pues fue fundado en 1921.

### Deportes
Sarajevo fue la sede de los Juegos Olímpicos de Invierno de 1984. Yugoslavia ganó una medalla de plata en el slalom gigante masculino por parte de Jure Franko. Muchas de las instalaciones olímpicas sobrevivieron a la guerra o fueron reconstruidas, incluyendo el Olympic Hall Zetra y el Estadio Asim Ferhatović Hase. Tras coorganizar los Juegos de la Amistad del Sureste de Europa, Sarajevo fue galardonado con el Special Olympic de los juegos de invierno de 2009, pero finalmente los planes fueron cancelados.
El fútbol es muy popular en la ciudad. La ciudad cuenta con el FK Sarajevo y el FK Željezničar, ambos equipos con un gran palmarés tanto en la antigua Yugoslavia como en la actual Bosnia, que disputan el conocido Derbi de Sarajevo. Otros clubes de fútbol son el FK Olimpik y el SAŠK. En cuanto al baloncesto destaca el KK Bosna Sarajevo, campeón de Europa en 1979 y de numerosos campeonatos yugoslavos y bosnios. El club de ajedrez, Bosna Sarajevo, ha sido un equipo campeón desde la década de 1980, y es el tercer club de ajedrez en Europa tras haber ganado cuatro campeonatos de Europa consecutivos en los años 1990. El HC Bosna también compite en la Liga de Campeones de Europa y es considerado uno de los clubes de balonmano mejor organizados en el sudeste de Europa. Sarajevo, a menudo realiza eventos internacionales y competiciones en deportes como el tenis y el kickboxing. La escalada es muy popular en la ciudad, llevándose a cabo en la zona de Dariva, donde también existe una extensa red de caminos para montar en bicicleta.
| Club                    | Ligas                                                               | Estadio                      | Fundación |
| ----------------------- | ------------------------------------------------------------------- | ---------------------------- | --------- |
| FK Sarajevo             | Premijer Liga Federación de Fútbol de Bosnia y Herzegovina          | Estadio Asim Ferhatović Hase | 1946      |
| FK Željezničar Sarajevo | Premijer Liga Federación de Fútbol de Bosnia y Herzegovina          | Grbavica Stadium             | 1921      |
| FK Slavija Sarajevo     | Premijer Liga Federación de Fútbol de Bosnia y Herzegovina          | Gradski SRC Slavija          | 1908      |
| FK Olimpik              | Premijer Liga Federación de Fútbol de Bosnia y Herzegovina          | Otoka Stadium                | 1993      |
| RK "Bosna" Sarajevo     | Campeonato de Balonmano de Bosnia y Herzegovina                     | Ramiz Salčin Hall            | 1948      |
| KK Bosna                | Campeonato de Baloncesto de Bosnia y Herzegovina Liga del Adriático | Mirza Delibašić Arena        | 1951      |

| Predecesor: Lake Placid | Ciudad Olímpica 1984 | Sucesor: Calgary |

## Educación

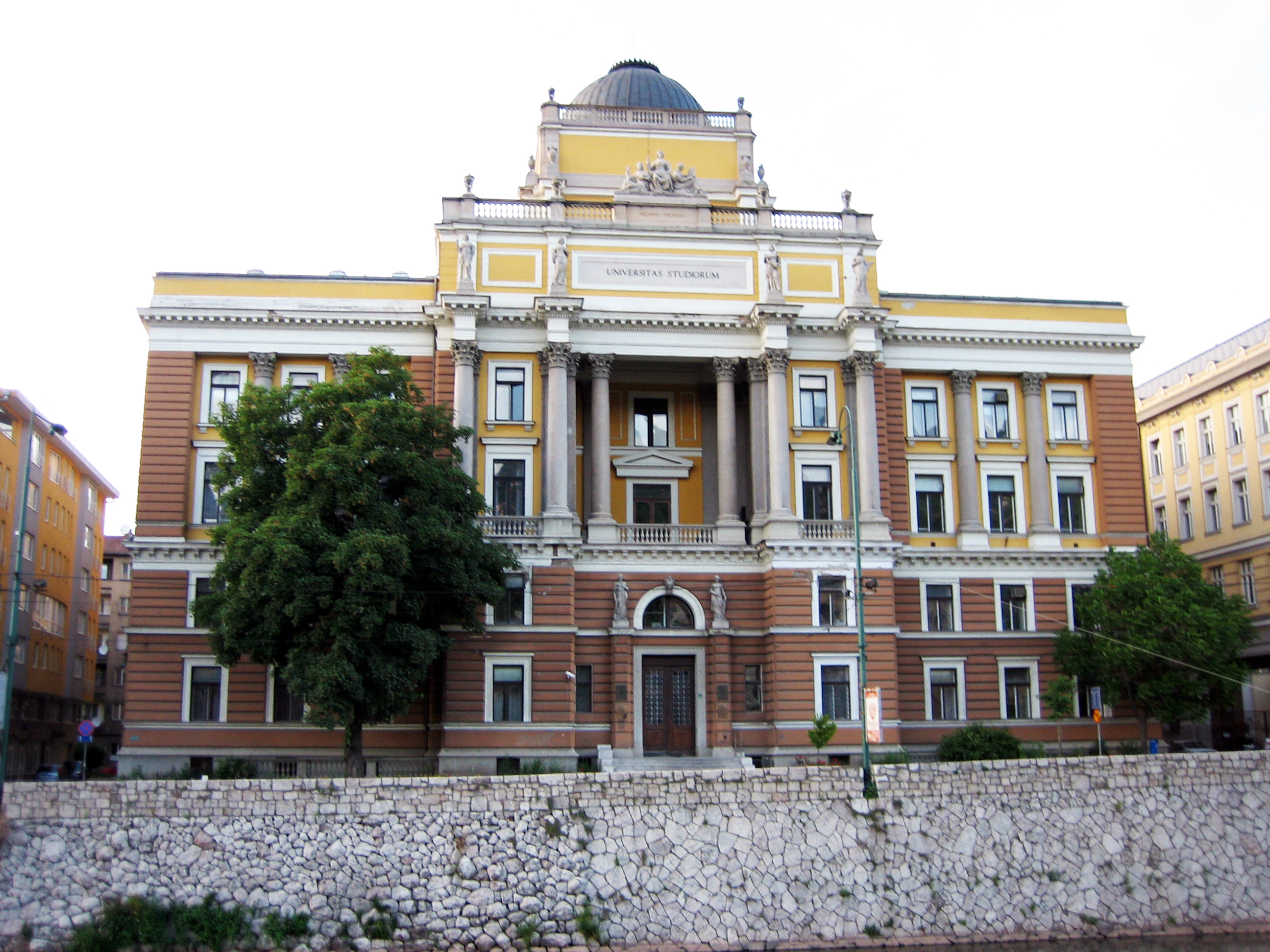
Universidad de Sarajevo.

La educación superior ha gozado de una gran tradición en Sarajevo. La primera institución que puede ser calificada como tal fue una escuela de filosofía sufista fundada por Gazi Husrev-beg en 1531. Otras escuelas religiosas también fueron fundadas durante esa época. En 1887, durante el período austro-húngaro, una escuela de derecho sharia comenzó un programa quinquenal. En la década de 1940, la Universidad de Sarajevo se convirtió en la primera institución secular de enseñanza superior de la ciudad. En la década de 1950 estuvieron disponibles los estudios de posgrado. El edificio universitario resultó seriamente dañado durante el conflicto bélico y fue reconstruido en un plan de asociación conjunto con otras 40 universidades.
En 2005 había en Sarajevo 46 escuelas públicas (para edades comprendidas entre los 1 y 9 años de edad) y 33 institutos (10-13 años de edad), además de tres escuelas para niños con necesidades especiales, así como un instituto Druga Gimnazija que proporcionaba programas de Bachillerato Internacional para estudiantes internacionales y nacionales.
También existen varias escuelas internacionales en Sarajevo que abastecen a las comunidades expatriadas, entre las que se encuentran la Escuela Internacional de Sarajevo y la Escuela Internacional Francesa de Sarajevo.

## Transporte
La situación de Sarajevo en un valle entre las montañas la convierte en una ciudad compacta. Las estrechas calles y la ausencia de zonas para estacionar restringe notablemente el tráfico de automóviles, pero permite una mejor movilidad peatonal y de ciclos. Las dos calles más importantes de Sarajevo son la calle Titova (en honor a Josip Broz Tito) y Zmaj od Bosne (en honor al general Husein Gradaščević). La autopista trans-europea, Corredor 5C, discurre a través de Sarajevo y la conecta con Budapest al norte y Ploče al sur.

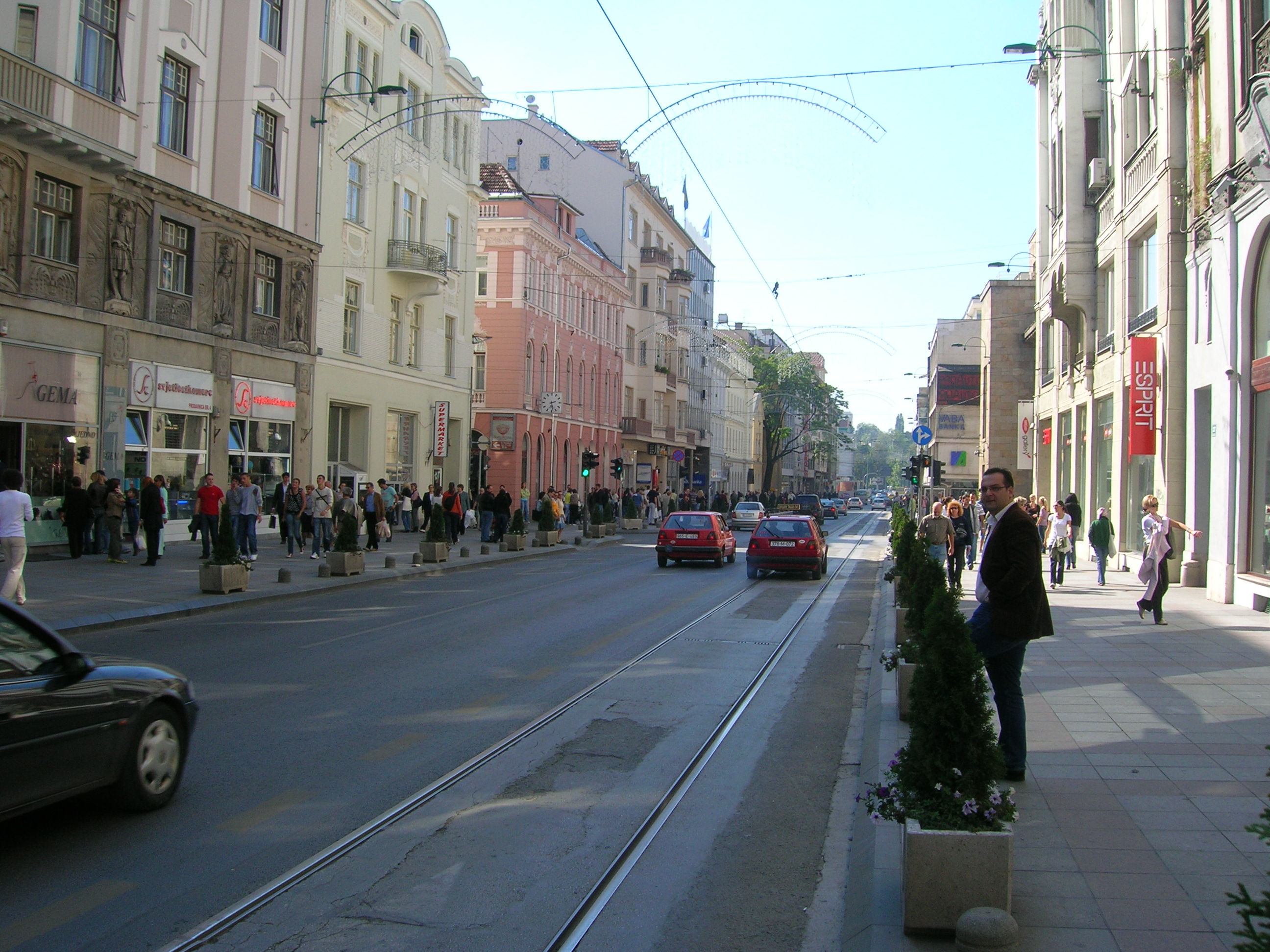
Calle Titova, una de las principales arterias de Sarajevo.

Los tranvías, operativos desde 1885 con unidades tiradas por caballos (y a partir de 1895 con carros eléctricos), son la forma de transporte público más antigua de la ciudad. Hay seis líneas de tranvía complementadas con cinco de trolebús, así como varias líneas de autobuses.
La estación de tren principal de Sarajevo se encuentra en el área centro-norte de la capital. Desde ese punto, las vías avanzan al oeste antes de haberse ramificado en diferentes direcciones, incluyendo las zonas industriales de la urbe. Sarajevo solo tiene dos conexiones internacionales diarias a Zagreb y Ploče. También hay conexiones entre Sarajevo y todas las principales ciudades de Bosnia y Herzegovina. Sarajevo está experimentando una intensa renovación de sus infraestructuras. Muchas de sus autopistas y calles están siendo repavimentadas, el sistema de tranvía se está modernizando y se están construyendo tanto nuevos puentes como carreteras.
El Aeropuerto Internacional de Sarajevo, también conocido como Butmir, está situado a pocos kilómetros del suroeste de la ciudad. Durante la guerra, el aeropuerto fue utilizado por los vuelos de Naciones Unidas. Desde los Acuerdos de Dayton en 1996, el aeropuerto ha desarrollado un florecimiento del negocio de los vuelos comerciales. El aeropuerto recibió, en 2006, la visita de 534 000 pasajeros, mientras que en los diez años anteriores solo había recibido a 25 000 pasajeros.

## Relaciones internacionales

### Ciudades hermanadas
Sarajevo participa en el hermanamiento de ciudades y está hermanada con las siguientes:
| - 2001 Zagreb, Croacia - 2002 Liubliana, Eslovenia - 2002 Salt Lake City, Estados Unidos - 2006 El Cairo, Egipto - 2006 Dubrovnik, Croacia - 2006 Skopie, Macedonia del Norte - 2007 Konya, Turquía - 2008 Lahore, Pakistán |

### Ciudades fraternales
Las ciudades con las que Sarajevo tiene acuerdos fraternales son:
| - Bursa en Turquía (desde 1979) - Akhisar en Turquía - Estambul en Turquía (desde 1997) - Ankara en Turquía (desde 2007) - Tianjin en China (desde 1981) - Shanghái en China - Venecia en Italia (desde 1994) - Collegno en Italia (desde 1994) - Ferrara en Italia (desde 1978) - Nápoles en Italia (desde 1976) - Prato en Italia (desde 1995) | - Budapest en Hungría (desde 1995) - Zagreb en Croacia - Karlovac en Croacia - Wolfsburgo en Alemania (desde 1985) - Magdeburg en Alemania (desde 1972) - Friedrichshafen en Alemania (desde 1972) - Madrid en España (desde 2007) - Barcelona en España (desde 1986) - Innsbruck en Austria (desde 1980) - Iquique en Chile (desde 1996) - Ámsterdam en Países Bajos - Skopie en Macedonia del Norte (desde 2007) | - Serre Chevalier en Francia (desde 1995) - Coventry en Reino Unido (desde 1957) - Estocolmo en Suecia (desde 1997) - Tábor en República Checa - Tirana en Albania (desde 1996) - Dayton en Estados Unidos (desde 1999) - Bakú en Azerbaiyán (desde 1972) - Kuwait en Kuwait (desde 1998) - Argel en Argelia - Tremecén en Argelia (desde 1964) - Trípoli en Libia (desde 1976) |